# Xã Washington, Quận Shelby, Indiana
Xã Washington (tiếng Anh: Washington Township) là một xã thuộc quận Shelby, tiểu bang Indiana, Hoa Kỳ. Năm 2010, dân số của xã này là 1.237 người.